# СтавропольАгроСоюз
«СтавропольАгроСоюз» — российский футбольный клуб из Невинномысска, выступающий в Третьей лиге. Основан в 2017 году. Домашние матчи проводит на стадионе имени Н. А. Донцова в селе Ивановском.

## История
Клуб был создан в 2017 году по инициативе совладельца компаний «СтавропольАгроСоюз» и «Арнест» Алексея Сагала. Состав начал формироваться в ноябре 2016 года.
В первый год выступал по спортивному принципу во 2-й группе чемпионата Ставропольского края, хотя краевая федерация футбола предлагала допустить клуб сразу до 1-й группы. Команда заняла 2-е место, уступив по результатам личных встреч команде «Дмитриевское».
В 2020 году «СтавропольАгроСоюз» выиграл кубок Южного федерального округа и получил право сыграть в Кубке России 2021/22, где выбыл в первой игре, уступив ставропольскому «Динамо» со счётом 2:4. В Первенстве ЮФО/СКФО команда заняла 1-е место, а в первенстве третьего дивизиона (финальном турнире) заняла 2-е место.
В 2020 и 2021 годах команда также побеждала в кубке ЮФО/СКФО, в финальном турнире кубка России среди ЛФК в 2021 году заняла 3-е место.
В 2022 году «СтавропольАгроСоюз» вышел в 1/32 финала Кубка России, став третьим любительским клубом, добравшимся до этой стадии и первым любительским клубом в истории современного российского футбола, которому для этого понадобились три матча.
С клубом аффилирована детская футбольная школа «Арнест», в которой работают многие игроки и тренеры клуба.

## Выступления в лигах
| Сезон | Лига                            | Лига                           | Уровень | Место | И  | В  | Н | П | М      | О   |
| ----- | ------------------------------- | ------------------------------ | ------- | ----- | -- | -- | - | - | ------ | --- |
| 2017  | Первенство Ставропольского края | Подгруппа Б                    | VI      | 2     | 14 | 10 | 1 | 3 | 35-11  | 33  |
| 2017  | Первенство Ставропольского края | Финал                          | VI      | 2     | 10 | 9  | 1 | 0 | 37-10  | 27  |
| 2018  | Чемпионат Ставропольского края  | Сезон                          | V       | 3     | 18 | 14 | 0 | 4 |        | 42  |
| 2018  | Чемпионат Ставропольского края  | Финальный этап                 | V       | 2     | 6  | 4  | 0 | 2 |        | 12  |
| 2019  | Чемпионат Ставропольского края  | Группа А                       | V       | 2     |    |    |   |   |        | 60  |
| 2019  | Чемпионат Ставропольского края  | Финальный турнир. За 1-6 места | V       | 1     | 6  |    |   |   | 11-6   | 12  |
| 2020  | III дивизион России (люб.)      | ЮФО/СКФО                       | IV      | 1     | 12 | 10 | 1 | 1 | 37-8   | 31  |
| 2020  | III дивизион России (люб.)      | Финал: группа А; за 1-е место  | IV      | 2     | 5  | 4  | 0 | 1 | 19-7   | 12  |
| 2021  | Чемпионат Ставропольского края  | Вторая группа                  | V       | 1     | 18 | 17 | 0 | 1 | 137-11 | 51  |
| 2021  | Чемпионат Ставропольского края  | Финальный турнир. За 1-6 места | V       | 1     | 10 | 9  | 0 | 1 | 45-10  | 27  |
| 2022  | Чемпионат Ставропольского края  | Чемпионат Ставропольского края | V       | 1     |    |    |   |   |        |     |
| 2023  | III дивизион России (люб.)      | ЮФО/СКФО                       | IV      | 5     | 22 | 10 | 2 | 6 | 37-20  | 32  |
| 2023  | III дивизион России (люб.)      | ЮФО/СКФО                       | IV      | 5     | 3  | 2  | 0 | 1 | 3-2    | п/о |

## Выступления в Кубке России
| Сезон   | Раунд | Соперник            | Счёт               |
| ------- | ----- | ------------------- | ------------------ |
| 2021/22 | 1/256 | Динамо (Ставрополь) | 2:4 (д)            |
| 2022/23 | 1/256 | Ессентуки           | 3:0 (г)            |
| 2022/23 | 1/128 | Легион              | 4:3 (д)            |
| 2022/23 | 1/64  | Спартак-Нальчик     | 1:1 (п. 11:10) (г) |
| 2022/23 | 1/32  | Нефтехимик          | 0:3 (д)            |
| 2023/24 | 1/256 | Машук-КМВ           | 0:3 (д)            |

## Стадион
Из-за отсутствия в Невинномысске стадионов, удовлетворяющих требованиям РФС, проводит домашние матчи: в первенстве края — в селе Ивановское на стадионе имени Н. А. Донцова, а в кубке России — в Ставрополе.

## Состав
Из-за любительского статуса клуба футболисты параллельно работают в других сферах. Так, например, Джаба Тигиев — таксист, Кантемир Нахушев — курьер, Александр Зароченцев — грузчик, второй вратарь Виктор Ищенко — регулировщик на железнодорожной станции.

## Тренерский штаб
- Кирилл Эйдельнант — главный тренер[1].

## Главные тренеры
- Абильфез Маданов[2]: 2017—2018
- Кирилл Эйдельнант[1]: 2019 — н. в.